# Boulevard Nelson Madiba Mandela
Le boulevard Nelson Madiba Mandela est une voie de la commune française de Cayenne.

## Origine du nom
Le boulevard Nelson Madiba Mandela provient du nom du chef d’état Sud-africain Nelson Mandela, parfois surnommé Madiba.

## Historique
Le 18 juillet 2014, le boulevard Jubelin est renommé boulevard Nelson Madiba Mandela.